# August Thijs
Petrus Augustinus "August" Thys, pisany również Thijs (ur. 15 listopada 1895 w Antwerpii, zm. 11 września 1959 w Wijnegem) – belgijski zapaśnik walczący w stylu wolnym. Dwukrotny olimpijczyk. Zajął czwarte miejsce w Antwerpii 1920 i dziewiąte w Paryżu 1924. Walczył w wadze lekkiej i piórkowej.

## Turniej wAntwerpii 1920
| Konkurencja        | Walki                 | Walki                  | Klas. końcowa |
| Konkurencja        | 1/4                   | 1/2                    | Miejsce       |
| ------------------ | --------------------- | ---------------------- | ------------- |
| 67,5 kg styl wolny | Kalle Anttila (FIN) P | Herbert Wright (GBR) P | 4.            |

## Turniej wParyżu 1924
| Konkurencja      | Walki                  | Klas. końcowa |
| Konkurencja      | Przeciwnik I           | Miejsce       |
| ---------------- | ---------------------- | ------------- |
| 61 kg styl wolny | Eetu Huupponen (FIN) P | 9.            |